# Unjung-dong
Unjung-dong (koreanska: 운중동) är en stadsdel i staden Seongnam i provinsen Gyeonggi, i den nordvästra delen av Sydkorea, 22 km sydost om huvudstaden Seoul. Den ligger i stadsdistriktet Bundang-gu.